# Ford GT40
A Ford GT40 egy amerikai versenyautó. A hatvanas években a GT40 az autóversenyek legyőzhetetlen hősének számított. 1966-ban Le Mans-ban mindhárom dobogós helyezést megszerezte a típus. Akkor a Le Mans-i huszonnégy órás versenyen három Ford GT40-est egymástól csupán méterekre intett le a célban a kockás zászló, ekkor legenda született. Miután a 60-as években Henry Ford II, a Ford akkori vezetője sikertelenül próbálta megszerezni a neves sportautó-gyártókat, a Ferrarit és a Maseratit, úgy döntött, hogy megépítteti cége saját sportkocsiját, amely felveheti a versenyt az olasz modellekkel. A Ford GT40 1966-ban a Le Mans-i 24 órás futamon mutatkozott be, amit abban az évben, illetve még három alkalommal megnyert. Ez az autó tartotta az amerikai gyártó típusai között a sebességi rekordot, ugyanis 323 kilométer/órás száguldásra volt képes. A szakállas csúcsot az előd nyomdokain járó Ford GT döntötte meg. A típusból utcai változat is készült, amiből 133 darabot gyártottak.

## Története

### Kezdetek
A GT40-et még az autóversenyzés történelmében jártasak is amerikai típusnak tartják, holott keletkezésének gyökereit az angliai Bromley-ben, egy bizonyos Eric Broadley nevű konstruktőr Lola sportkocsi-manufaktúrájánál kell keresnünk. Broadley Európában elsőként ismerte fel, hogy ha egy műszakilag kifinomult, modern konstrukciójú, kicsi és könnyű európai sportautó-vázba olcsón beszerezhető, gigantikus, amerikai V8-as motort szerel, különlegesen versenyképes elegyhez jut.
Broadley középmotoros, 4,2 literes Ford V8-assal hajtott, saját Lola GT sportkocsija 1963 tavaszán jelent meg a London Racing Car Show-n. Henry Ford II éppen akkoriban zárt le egy elszomorítóan küzdelmes, fárasztó, és felettébb sikertelennek bizonyuló tárgyalássorozatot Enzo Ferrarival az olasz cég átvételéről. Fordnak azért kellett volna a Ferrari, hogy az olasz versenykocsi-gyártó tapasztalataival és a Ford pénzével biztos Le Mans-győztes autót tudjanak készíteni. Ferrari közel egy évnyi hitegetés és reménykeltés után nemet mondott a Forddal való, egyébként akkori 18 millió dollárral kecsegtető egyesülésre. Az amerikai cég nem késlekedett kihirdetni a háborút.
| „                     | Mi vagyunk a Ford. Egy pillanatra se becsüld alá a képességeinket csak mert milliós tömegautókkal árasztjuk el az utakat. Ha kell, bárkit utolérünk, bárkit megelőzünk, és megverünk abban, amihez a legjobban ért. | ” |
| – Henry Ford II, 1963 | |   |

Nemhogy a Fordnak, de az amerikai autógyárak közül egyetlen másiknak sem volt tapasztalata arról, hogyan kell nemzetközi szinten is ütőképes versenykocsit létrehozni. Broadley ígéretesnek tűnő Lola GT-jét azonban körüllengte a sikeresség ígérete, csodás műszaki produktum volt. Következett a logikus lépés a Ford részéről: megnyitotta a világ egyik legnagyobb pénztárcáját, és tartalmának kicsiny részét – Broadley számára valószínűleg felfoghatatlanul nagy összeget – a Lola-műveknek adta.
A GT40 – amely nevét a Gran Turismo versenykategóriáról, valamint 1016 milliméteres, azaz angolszász mértékegységgel pontosan 40 hüvelykes magasságáról kapta (igaz, utóbbit hivatalosan csak a Mk II-szériánál adták hozzá a nevéhez) – 1964. április 1-jére lett készen. Megtervezéséhez és előállításához a Ford létrehozta a Ford Advanced Vehicles (Ford Fejlett Autók), röviden FAV-részleget Eric Broadley Lola-üzeméhez közel, az angliai Slough-ban.
Roy Lunn, az amerikaiak konstruktőre tudta, hogy a GT40 majdani győzelmeiből akkor lehet marketing értelemben a legnagyobb hasznot húzni, ha a kocsi nem a prototípus kategóriában, hanem a népesebb, és sokkal inkább a figyelem középpontjában lévő Gran Turismo szekcióban szerepel majd jól a Le Mans-i 24 órás versenyen. Ehhez a szabályok értelmében minimum ötven utcai példányt el kellett adnia a cégnek, és egy ilyen művelethez az alumíniumváz rendkívül költséges.

### Versenyzés
Az első két GT40 Mk I-es autó, Jo Schlesserrel és Roy Salvadorival a volánja mögött, 1964-ben a Le Mans-i tesztelő előfutamon lépett pályára. Ezekben még a Ford Indianapolis versenyszakosztály által tervezett, 4,2 literes, 350 lóerős alumíniumblokk, valamint négyfokozatú Colotti váltó volt. Mindkét példányt azonnal össze is törték, igaz, amíg mentek, vészesen gyorsak voltak. John Wyer, a FAV igazgatója pilótahibára gyanakodott. Amikor vitájuk eldöntésére a MIRA tesztpályáján nagysebességű próbakört futottak, a GT40 teljes műanyag eleje közel 300 km/h-s tempónál leszakadt, és széttörött.
A GT40-est részben áttervezték, de minden módosítás ellenére a Nürburgringen, Reimsben és Nassauban egyaránt szétesett a váltó, ráadásul az alumínium motorblokkok is egytől egyig megrepedtek. A Ford ekkor magához vette a fejlesztést. 1964 végétől az angliai FAV tehát csak az autók vázát, alapszerkezetét állította elő, de a versenytechnikát Amerikában dolgozták ki. Ekkor lépett a képbe a tuningspecialista Carroll Shelby, aki az AC Cobrával elért eredményeivel már híressé vált Amerikában. Ő azonmód a saját cége által feljavított, a Ford Fairlane-ből származó, 4,7 literes V8-ast szerelte be a GT40-be. Felügyelete alatt kijavították a váltó és a fék hibáit, módosították a kocsi aerodinamikáját is. A sok befektetett energia kezdte meghozni a gyümölcsét – Daytonában egy első, Sebringben egy második helyezést zsebelhetett be a Ford.
Bár Shelby is tovább finomította a középmotoros csodaautót, egy újabb, nagy tudású versenycég, a detroiti Kar Kraft is részt kért a fejlesztésekből. A Fairlane Shelby által javasolt, 289 köbinches (~4,7 literes) motorja helyett a Ford Galaxie 445 lóerősre feltuningolt 428-asát (~7 liter) tették be. A Shelby-fejlesztette négy Mk I-es mellett az 1965-ös Le Mans-on már két ilyen, Kar Kraft-féle, Mk II-es autó is elindult. A hat közül egyik sem ért célba, miközben a Ferrari akkor épp zsinórban már a hatodik Le Mans-i diadalát is besöpörte a P2-es versenyautóval. A GT40-es három fő erénye – óriási ereje, tankszerűen masszív vázszerkezete és futóműve – a legnagyobb hátránya is volt. A versenyautók között tetemesnek mondható, egy tonna fölötti tömege miatt a hajtáslánc minden eleme tripla erejű pofonokat kapott versenyüzemben.
1966, a fordulat éve. Bemelegítésként egy első, egy második, és egy harmadik hely Daytonában. Majd Sebringben még egyszer ugyanez a bokréta. Le Mans-ban pedig az addigra az utolsó csavarig átgondolt és újratervezett Mk II-es GT40-esek legyőzték az akkor vadonatúj, és felettébb ütőképesnek tartott P3-as Ferrarikat. Első helyre a Bruce McLaren/Chris Amon-féle, Shelby-csapatos autó futott be (201,25 km/h-s átlaggal), a Ken Miles/Denny Hulme szintén Shelby-féle gépe második lett. Majd két autónyi hosszal lemaradva egy privát GT40, Ronnie Bucknum és Dick Hutcherson Holman & Moody-féle autója érkezett. Ez a három csapat történelmet írt, ezek után pedig már senkit sem érdekelt, hogy a tizennégy Fordból csak a fenti három bírta végig a huszonnégy órát.

### A rivaldafény és az árnyék
Az 1966-os Le Mans-i verseny utolsó fél órájában a két Shelby-féle autó bevárta egymást. Ken Miles volt elöl, ő lassított le annyira, hogy az utolsó tankolás alatt kicsit lemaradt, hogy Bruce McLaren utolérje. A világoskék és a fekete hétliteres Fordok ezek után csendben köröztek a célig, összeszedve közben Ronnie Buckum aranyszínű autóját. Az utolsó kör következett.
McLaren és Miles Fordja ráállt a célegyenesre, amennyire meg tudták ítélni, fej fej mellett haladtak, Bucknum éppen mögöttük jött. Tízezer fényképezőgép csattant, a kockás zászló háromszor lengett, a Ford történelmet írt. Az ünnep örömét később kissé elhomályosította, amikor bejelentették, hogy Bruce McLaren (és akkor a boxban várakozó vezetőtársa, Chris Amon) nyerte meg a versenyt. Nyilvánvaló: éppen fej fej mellett beérve nem lehetett azonos az idejük, hiszen Ken Miles (és vezetőtársa, Denny Hulme) autója előrébb startolt. Tehát a Miles-Hulme autó kevesebbet futott a célig, mint a McLaren-Amon kocsi, az ilyet pedig belekalkulálják az időmérésbe.
A Shelby csapat patetikussága visszarúgott, végül nem az nyerte a versenyt, aki megérdemelte volna. A csip-csup személyes ügyet nem kapta fel az akkori média, mindenki a Fordot ünnepelte. Akinek szintén mindegy volt az egész. A dolog pikantériája, hogy Ken Miles pár hónappal később éppen egy Ford tesztelése közben életét vesztette.
1967-ben az anyacég kivonult a versenyzésből, s feloszlatta a FAV-ot, amelyet egy bizonyos John Wyer a Gulf Oil támogatásával J. W. Automotive néven, privát cégként vitt tovább. 1968-ban már az új szabályokhoz igazított, ötliteres, 400 lóerős, világoskék-narancssárga színű GT40 Mk IV-esek indultak a korábbinál még több futamon, s nyertek is. Szinte az összes versenyen amin indultak dobogós helyezést sikerült szerezniük: Brands Hatch, Spa, Monza, Watkins Glen, Le Mans. Mivel a J. W. Automotive saját, lényegében a GT40-esen alapuló, de sokkal modernebb aerodinamikájú versenyautója, a Mirage nem készült el időben, ezért még az 1969-es évadban is a vén GT40-essel állt helyt a csapat. Az akkor már 425 lóerőt teljesítő, ötliteres V8-assal szereplő, de a legújabb Porschék ellen esélytelennek tűnő negyven inches Ford még nyugdíjazása előtt is meg tudta verni ellenfeleit: Sebringben és Le Mans-ban Jacky Ickx egyaránt dobogóra állhatott.

### Utcai változat
Miközben bő hatvan versenygép a pályán gyűjtötte a serlegeket, a GT40 utcai változatából is elkészült negyven darab. Ezekből 31 darab Mk I-es volt, és a FAV 1965–1966-ig készítette őket, majd 1966-tól 1969-ig hét darab Mk III-as is elkészült – először még a FAV-nál, majd 1967-től a J. W. Automotive-nál. Az első szériás autóknak csupán a 335 lóerős, Ford Fairlane-féle V8-as jutott, amely ötfokozatú ZF váltón át hajtotta a hátsó kerekeket. A polgári miliő megteremtéséért ezekben az autókban a versenykivitelekéhez képest finomabb rugózás, valamivel gazdagabb kárpitozás, több műszer, extra lámpák és tükrök feleltek, a motorokra jutott légszűrő és kipufogódob is. Azért ezek sem voltak utolsók: megfutották a 258 km/h-t, álló helyzetből százra hat másodperc alatt lőttek ki. 1965-ben semmiféle, közúti üzemben használható Ferrari, Lamborghini, Maserati, Aston Martin nem tudta ezeket felülmúlni.
Már átlagosnál éppen csak magasabb sofőrök sem tudtak elhelyezkedni a rettenetesen alacsony kabinban, ezért a későbbi vásárlók gyakorta kértek a tetőbe "Gurney-púpot" is. Azaz olyan dudort, amilyet Dan Gurney autójára is tettek, hogy elférjen. A széles küszöb, valamint a rendre a jobb nadrágszárba felszaladó váltóbot miatt beszállni is szép tornamutatvány volt, odabent pedig eléggé kellemetlen volt az ücsörgés.
A Mk III-asnál részben kijavították a hibákat – több lett a tárolórekesz, ügyesebbek a fényszórók, hatásosabb a zaj- és hőszigetelés –, a váltóbot középre került, a hétliteres motort is betették. A GT40 harmadik inkarnációja sem lett üzleti siker. Részben mert a kispolgárosodás útjára lépett Amerika mind veszélyesebbnek ítélte az ilyen brutális versenyautókat, másrészt mert a Ford kivonult az autó gyártásából.

## Műszaki adatok
A motort a sofőr mögötti hosszanti irányban helyezték el. 1968-ra a korábbi kisebb blokkot 4949 cm³-es 441 lóerős erőforrásra cserélték. Sokáig a GT40 tartotta az amerikai gyorsasági rekordot. A későbbi típus végsebessége 323 km/h volt.

## A típusjel eredete
1964 áprilisában csodálhatta meg először meg a sajtó az akkor még csak GT (Gran Touring) névre hallgató középmotoros járművet. Júniusban Le Mans-ban műszaki hibák miatt nem értek célba az autók. A nevezési listán mindenesetre már GT40 típusjellel szerepeltek. Nevükben a 40-es az inch-ben kifejezett magasságot mutatta (40 inch=101.6 cm).

## Ford GT
A Ford GT 2003-ban, a cég 100 éves évfordulóján mutatkozott be, mint a legendás GT40 utóda. Az autóból akkor még csak három szériapéldányt gyártottak, mára azonban megindult a sorozatgyártás is. Mivel az első kilenc példányt a cég megtartotta, így a tizedikként legyártott modell volt az első, amely vevőre talált. A vásárló a Microsoft egykori vezető beosztású munkatársa, Jon Shirley volt.

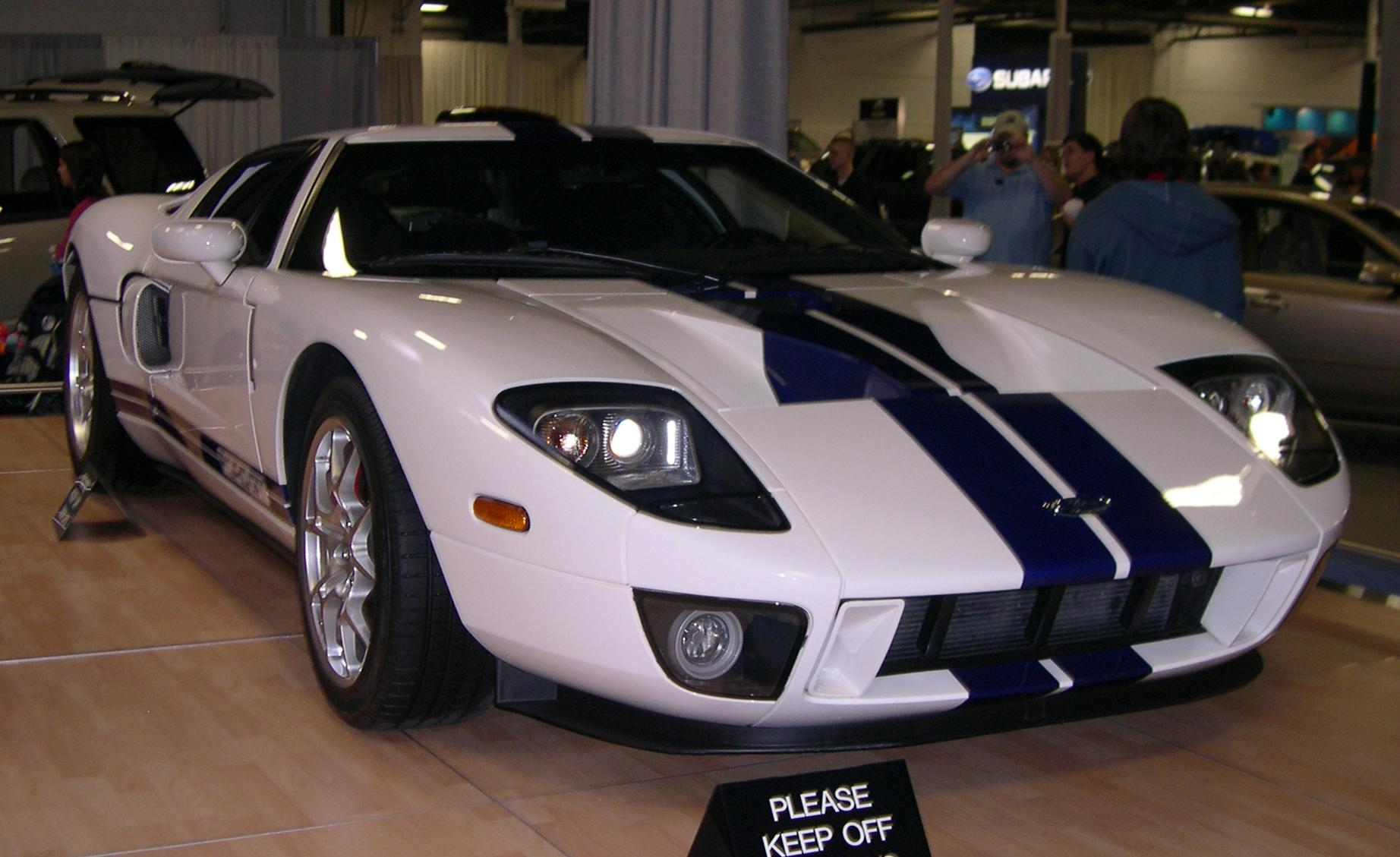
GT40 örököse, a GT

Kiválóságát egy 5,4 literes, V8-as, 550 lóerős motor alapozza meg, amely 6 sebességes manuális váltó segítségével akár 330 kilométer/órás sebességre is képes felgyorsítani a kocsit. Az első 18 collos felnik mögött 355 milliméteres, a hátsó 19 collosak mögött pedig 335 milliméteres hűtött, négydugattyús Brembo tárcsafékek bújnak meg. A Ford GT alumínium vázszerkezetére alumínium karosszériaelemek kerültek, a tetőt pedig merevítőkkel látták el, hogy az ajtók mélyen be tudjanak nyúlni a bennülők feje fölé, ezzel is felidézve az előd formavilágát.
Persze nemcsak ez az elem emlékeztet a korábbi modellre, hanem az autó teljes külső dizájnja.

## Le Mans-i győzelmek
| Le Mans-i győzelmek | Le Mans-i győzelmek | Le Mans-i győzelmek                  | Le Mans-i győzelmek | Le Mans-i győzelmek | Le Mans-i győzelmek | Le Mans-i győzelmek |
| ------------------- | ------------------- | ------------------------------------ | ------------------- | ------------------- | ------------------- | ------------------- |
|                     |                     |                                      | Táv                 | Sebesség            | Sebesség            |                     |
| Év                  | Autó                | Versenyző                            | km                  | mph                 | km/h                |                     |
| 1966                | Mk II               | Chris Amon, Bruce McLaren, Ken Miles | 4843.09             | 125.39              | 201.80              |                     |
| 1967                | Mk IV               | Dan Gurney, A. J. Foyt               | 5232.9              | 135.48              | 218.03              |                     |
| 1968                | Mk I                | Pedro Rodríguez, Lucien Bianchi      | 4452.88             | 115.29              | 185.54              |                     |
| 1969                | Mk I                | Jacky Ickx, Jackie Oliver            | 4997.88             | 129.40              | 208.25              |                     |